# マイケル・ミルケン

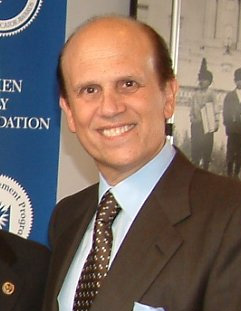
マイケル・ロバート・ミルケン

マイケル・ロバート・ミルケン（Michael Robert Milken、1946年7月4日 - ）は、アメリカの富豪、シンクタンク主宰者、慈善活動家。1980年代にジャンクボンド市場に君臨し、当時の企業乗っ取りブームを裏から演出した。のちに証券法違反でSECに訴追され、証券界から追放された。

## 出自
カリフォルニアのユダヤ人家庭の出で、父は会計士であった。高校時代は応援団長をした。また高校の同級生とのちに結婚している 。カリフォルニア大学バークレー校を首席で卒業した後、ペンシルベニア大学ウォートン・スクールでMBAを取得する。学生時代から債券に興味を持ち、債券投資を研究し、1970年に卒業した。
当時のウォール街で、ユダヤ人は一流企業には入れなかったので、ミルケンは二流の投資銀行だったドレクセル・ファイアストーンに入社した。その後ドレクセルは合併で社名をドレクセル・バーナム・ランバートに改めた。

## ジャンク債
債務過剰などの理由で格付け会社の評価が低い、もしくは格付け外の弱小企業が発行する、当時「チャイニーズ・ペーパー」と呼ばれていた投機的格付けの債券は、デフォルトリスクの見返りにプレミアムの高い利回りがつき、ハイイールド債とか高利回り債といわれる。バークレー在学中、ミルケンはW・ブラドック・ヒックマンが執筆したレポートを読んだ。ヒックマンのレポートは、格付けの低い債券は、適切なポートフォリオ化によるリスク分散をおこなえば、優良債券よりも高いリターンが得られることを論証していた。ドレクセルに入社したミルケンは、この理論を実行に移してゆく。
ある企業が経営危機となったり、実際に破産して社債が投げ売り状態になると、ミルケンはその企業を調査し、資産が債務を上回る、もしくは再建の見込みがある場合は、底値で大量に社債を買い入れた。また格付けが貰えないような無名企業は、直接金融に大変不自由していた。しかしドレクセルは、そうしたリスクのある社債発行をすすんで引受けた。その理由は、第一に利回りが良いからである。また優良社債引受の手数料が発行額の1%未満であるのに比べ、3-4%という高率の手数料が得られた。第二にミルケンは、格付外の社債をひとつずつ売るのではなく、リスクのほか市場価格や利回りも勘案して組んだポートフォリオにしたのである。
1970年代の約10年間、ミルケンは朝の4時半から出社し、同僚や、ドレクセルに転職した弟のローウェルとともに、高利回り債のパッケージを保険会社や貯蓄貸付組合を相手にセールスして回った。優良債券と違い、無名企業の投機格債券を売るには、発行元の財務状況を把握し、買い手に説明して納得させなくてはならない。この点におけるミルケンの専門知識とセールス技能は類がなく、やがて高利回り債のおかげで資金運用担当者として成功した者、破産寸前の保険会社を立て直せた者など、ミルケンは徐々に、彼を信頼し、数十億ドルの債券の買い手となる投資家グループを構築していった。この頃「ジャンク債」という言葉が生まれたが、最初にこの言葉を使ったのはミルケン自身で、仲間内への電話の言い方が一般に広まったものであるという。
1980年の証券不況で他社がジャンク債市場から退出する中、ドレクセルのみは扱い高を増やしていく。やがて景気回復とともにジャンク市場は大きく伸び、拡大する投資家からの需要に対し、発行高が不足するようになってきた。そこでドレクセルは次の市場として、当時広がりつつあった企業買収（M&A）分野に狙いをつける。

## 80年代乗っ取りブーム
それまでのM&Aは大手企業による友好的買収がほとんどで、そのアレンジもウォール街の一握りの名門企業が独占しており、ドレクセルのような格下に回ってくる仕事はなかった。そこでドレクセルが狙ったのは大手が敬遠する、相手企業の株式を買い占めて無理やりに乗っ取る、敵対的買収の案件であった。
これはレバレッジド・バイアウト（LBO）と呼ばれる企業買収形態で、調達資金の返済原資は標的企業の資産である。まず乗っ取り屋の候補を選び、彼にジャンク債発行で資金を調達させ、大企業を買収させる。買収が成功したら、標的企業のキャッシュフローから、もしくは事業部門を切り売りして資金を回収する。乗っ取り屋は、残りの本体をただで手に入れる仕組みである。ミルケンのリクルートに応じて集まってきたのが、カール・アイカーン、T・ブーン・ピケンズなど一群の投資家で、そのある者はグリーンメールですでに名を知られており、株の買い占めについては熟知しているとともに、金のためなら社会的批判など恐れない根性があった。悪評を気にして銀行も資金を貸さなかった彼らに、ミルケンはジャンク債によって数億ドルを調達し、ここに80年代に横行した乗っ取りブームが始まった。
1980年には300億ドル規模であったLBO市場は、1982年に600億ドル、1984年に1200億ドルと倍々で急膨張した。1984年にT・ブーン・ピケンズがオイルメジャーのガルフ石油に対して敵対的買収を仕掛けたときには全米のビジネス界に、これほどの大企業でも乗っ取りにあうという衝撃が走った。ガルフ石油は最終的に、当時の新記録の133億ドルで、同業のシェブロンに友好的に売却された。また1985年のカール・アイカーンによるトランス・ワールド航空の買収の後では、アイカーンが多数の従業員を整理解雇したため、冷酷な乗っ取り屋として批判を浴びた。そしてこれら世間の耳目を集めた乗っ取り劇の原動力は、ミルケンのジャンク債による資金調達力であった。

## ジャンク債の帝王
乗っ取りブームとともにジャンク市場も大きく伸び、1980年から1987年の間に、推定530億ドル相当のジャンク債が発行された。ジャンク債の引受はドレクセルの独壇場であったが、ドレクセルのジャンク市場制覇は、ミルケン個人に依存していた。
- 他社はミルケンが開拓し、育てあげた、数十億ドルのジャンク債の買い手となる投資家ネットワークがなかった。ミルケンは自分と重要な顧客のため複数の投資ファンドを運営しており、これで資産を築いた彼らはミルケンに個人的な恩義があり、ミルケンは彼らに、電話一本で数千万ドルの債券を売ることができた。
- ジャンク債は対面販売であるため、流動性と市場性に問題があった。しかしミルケンは自分の顧客が債券を売却したい場合は、必ず買い取り価格を提示した。このためミルケンという個人が、ジャンク債の流通市場の機能を果たしていた。
- 情報が洩れると株価が急騰する（株買い占めにかかる費用が膨張する）ため秘密を保つ必要があるが、一方で資金の用途の説明なしでは、投資家に債券を売りこむことはできない。このため実際に債券販売で資金を調達するまで、通常はアレンジャーの金融機関が乗っ取り屋に対し、自己リスクでブリッジ・ローン（つなぎ融資）を行う。しかしドレクセルは、たとえ何億ドルでも「期日までに必ず資金を用意する」という念書一枚の差し入れで済ませた。ミルケンには、それで相手を納得させるだけの実績の裏付けがあった。

これらはいずれもミルケンの個人的資質と人脈、そして20年にわたり蓄積された情報量に立脚しており、他社には模倣が不可能だった。ジャンク債市場における全能の影響力から、この頃のミルケンは「帝王」と呼ばれるようになっていた。
ドレクセルの業績は大きく伸び、1977年に1億5000万ドルだった営業収益は1986年には40億ドルとなり、最大手のモルガン・スタンレーを超え、ウォール街でトップの高収益企業となった。その利益の大半を、ミルケンのジャンク債部門が稼ぎだしていた。
ミルケン自身は一見無欲で、肩書も副社長の一人（日本の部長級相当）、大部屋に並べた机に座り、中古車に乗っていた。一方で1986年のミルケンの収入は給与とボーナス5億5000万ドルに加え、個人と家族名義の投資収入を加えると、年間15億ドルに近いと推定された。

## 「強欲は善」
M&Aで株式の買い占めが公表されると株価は急騰するので、内部事情を知る関係者が公表前に株式を仕込めば、簡単に大儲けができる。いわゆるインサイダー取引であり証券法規で禁じられているが、大金の動くM&Aブームを前に、誘惑に屈する者が出てきた。
匿名の密告を端緒に始まった捜査で、SECは1986年5月22日、ドレクセル下級幹部のデニス・レビンを逮捕した。バハマの銀行の仮名口座でインサイダー取引を行った容疑である。司法取引に応じた彼の自供から、内部情報や不法利益を相互に融通しあう大規模なインサイダー・ネットワークの存在が浮かびあがり、さらに機密情報を金で売った者や不正取引に加担した者など、ドレクセルはじめ数社の幹部社員が逮捕された。彼らの供述から、SECは同年11月14日、大物鞘取り業者のアイヴァン・ボウスキーを検挙する。
ボウスキーは巨額の資金を動かすウォール街の富豪として著名なセレブであり、かつてバークレー校の卒業式の講演で「強欲はよいことだ。強欲は健全である。強欲になるのは、よい気分だ」とスピーチして話題になった人物であった。鞘取りとはM&Aに関連した株価変動で利益をあげる取引で、ボウスキーは時には発表の数日前に大量のポジションを取る絶好すぎる取引タイミングから、以前からインサイダー情報で取引しているという噂があった。SECもかねてから監視対象にしていたが、証拠をつかむことはできなかった。ところがデニス・レビンはじめ共犯者たちが司法取引で当局に証拠を提供したことから、ついに検挙に至ったものであった。
捜査はボウスキーにインサイダー情報を渡していた者は誰かという点に移った。司法取引に応じたボウスキーの証言と押収した資料から、M&Aの司令塔であるドレクセルの中枢から情報が出ていたことは、明らかであった。

## ジャンク債帝国の崩壊、「帝王」に有罪判決
ボウスキーの逮捕から2週間以内に、ドレクセルとミルケンがSECの捜査対象となっていることが確認された。応じてドレクセル側も弁護士団を雇いいれ、SECに抗戦する体制を整える。この頃になると報道合戦により、表に出ることを避けてきたミルケンも、マスコミに追われる有名人になってしまった。
ドレクセル側の守りは固く、捜査は意外に難航し、SECはその後一年以上も、ミルケンを起訴できなかった。だが当局はドレクセルの幹部、ミルケンの側近を一人ずつ検挙してゆき、司法取引によって彼らに自供させ、捜査網を狭めてゆく。
1989年には、ミルケンの起訴は不可避の情勢になってきた。同年3月、司法当局はドレクセルに最後通牒となる、有罪の承認、罰金6億5千万ドル、ミルケン兄弟の解雇、2年間のジャンク債取り扱い業務停止という司法取引を提案した。拒否すれば同社に対するRICO法違反による告発が行われ、会社の存続は不可能になる。ドレクセルの取締役会は協議のすえに司法取引に応じることを決め、ミルケンに解雇を通告し、会社の生き残りを目指すことを決めた。しかし同社の経営はすべてミルケン一人に依存していたため、彼の抜けた穴を埋めることは、不可能であった。巨額の罰金と顧客離れも重なり、1990年2月13日、ドレクセル・バーナムは破産を申請し倒産した。
1990年4月24日、ミルケンは連邦裁判所に出廷する。ここでミルケンは、規制逃れのための他人名義の株式取得幇助、所得を隠匿した納税義務違反、特定の顧客にインサイダー情報を流した市場操作、虚偽の届出の幇助、これらについてボウスキーと共謀した罪など、6件の主要な罪について有罪を認める。11月、連邦裁判所は禁固10年、罰金6億ドル、および証券業務の永久禁止の判決を下し、91年3月3日、ミルケンはサンフランシスコ郊外の連邦刑務所に収監された。ただし、刑期は司法取引で2年に短縮された。

## その後
ミルケンは1993年に出所したが、前立腺癌の診断を受けた。彼は前立腺癌研究のための財団を設立し、2010年までに同財団は、前立腺癌研究の最大の研究資金出資者となった。その後、病状は治療により寛解したという。
現在のミルケンは医療研究への慈善・寄付活動のほか、1991年に設立したシンクタンクの「ミルケン研究所」の運営に携わっている。同研究所は、人的資本、金融構造とイノベーション、地域経済、医療経済に関する研究を行い、年次会議、さまざまな金融フォーラムなど、一連のイベントを主催している。2007年時点のミルケンの資産は21億ドルとされ、フォーブスの億万長者ランキングで458位であった。また2024年時点では、フォーブスの資産評価額は、70億ドルであった。ベジタリアンで、野菜料理の本を出版している。
ミルケンと支持者は、複数の政権に対し、大統領恩赦を獲得しようと活動していることが報じられた。2020年2月18日、ドナルド・トランプ大統領はミルケンに恩赦を与えると発表した。